# ニューハンプシャー州の郡一覧

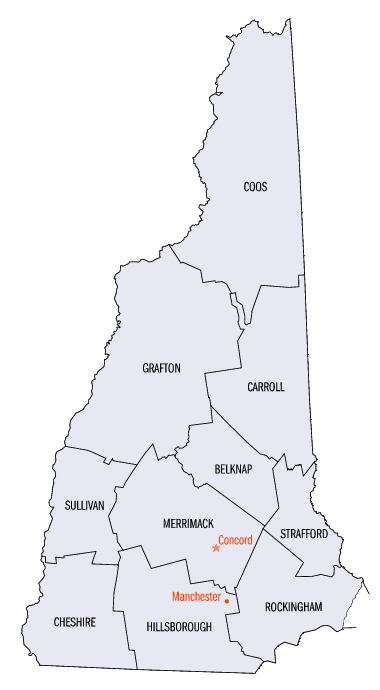
ニューハンプシャー州の郡配置図

ニューハンプシャー州の郡一覧は、アメリカ合衆国ニューハンプシャー州内の郡の一覧である。ニューハンプシャー州内には10の郡がある。
ニューハンプシャーがまだイギリスの植民地であり、州にはなっていなかった1769年、最初の州を郡に小区分する動きがあり、現在の10郡のうち5郡が作られた。最後に作られた郡は1840年のベルナップ郡とキャロル郡だった。郡名の多くはイギリス人あるいはアメリカ人の著名人物、地名から付けられている。コーアス郡のみがインディアンのアルゴンキン語で小さな松を意味する言葉から付けられた。人口の多い州南部では郡の面積が小さく、人口の少ない北部では面積が大きくなる傾向がある。
次の一覧はアルファベット順である。また、人口は2020年国勢調査による。

## ニューハンプシャー州の郡の一覧
| ニューハンプシャー州の郡の一覧 | ニューハンプシャー州の郡の一覧 | ニューハンプシャー州の郡の一覧 | ニューハンプシャー州の郡の一覧 | ニューハンプシャー州の郡の一覧 | ニューハンプシャー州の郡の一覧 |
| 郡名                           | 郡庁所在地                     | 設立年                         | 人口 （2020年）                | 陸地面積 (km2)                 | 地図                           |
| ------------------------------ | ------------------------------ | ------------------------------ | ------------------------------ | ------------------------------ | ------------------------------ |
| ベルナップ郡 Belknap           | ラコニア                       | 1840年                         | 63,705                         | 1,039                          |                                |
| キャロル郡 Carroll             | オシピー                       | 1840年                         | 50,107                         | 2,419                          |                                |
| チェシャー郡 Cheshire          | キーン                         | 1769年                         | 76,458                         | 1,834                          |                                |
| コーアス郡 Coos                | ランカスター                   | 1803年                         | 31,268                         | 4,665                          |                                |
| グラフトン郡 Grafton           | ヘイブリル                     | 1769年                         | 91,118                         | 4,439                          |                                |
| ヒルズボロ郡 Hillsborough      | マンチェスター 及びナシュア    | 1769年                         | 422,937                        | 2,269                          |                                |
| メリマック郡 Merrimack         | コンコード                     | 1823年                         | 153,808                        | 2,419                          |                                |
| ロッキンガム郡 Rockingham      | ブレントウッド                 | 1769年                         | 314,176                        | 1,800                          |                                |
| ストラッフォード郡 Strafford   | ドーバー                       | 1769年                         | 130,889                        | 956                            |                                |
| サリバン郡 Sullivan            | ニューポート                   | 1827年                         | 43,063                         | 1,391                          |                                |